# Bahnstrecke Baienfurt West–Baienfurt Gbf
| |                      |                                              |                                              |
| Streckennummer (DB): | 4521                 |                                              |                                              |
| Streckenlänge: | 0,85 km              |                                              |                                              |
| Spurweite: | 1435 mm (Normalspur) |                                              |                                              |
| Streckenklasse: | D4                   |                                              |                                              |
| Streckengeschwindigkeit: | 25 km/h              |                                              |                                              |
| |                      |                                              |                                              |
| \| \| \| von Niederbiegen \| \| \| \| 0,000 \| Weingarten (Abzw, bis 1999 „Baienfurt West“) \| Weingarten (Abzw, bis 1999 „Baienfurt West“) \| \| \| \| nach Weingarten \| \| \| \| 0,850 \| Baienfurt Gbf \| Baienfurt Gbf \| \| \| \| Anschluss Stora Enso ab seit 2003 \| \| \| \| 1,010 \| Infrastrukturgrenze DB Netz / Stora Enso \| Infrastrukturgrenze DB Netz / Stora Enso \| \| \| \| Werksbahn Stora Enso \| \| |                      |                                              |                                              |
| Strecke (außer Betrieb) |                      | von Niederbiegen                             | von Niederbiegen                             |
| Blockstelle (Strecke außer Betrieb) | 0,000                | Weingarten (Abzw, bis 1999 „Baienfurt West“) | Weingarten (Abzw, bis 1999 „Baienfurt West“) |
| Abzweig geradeaus und nach rechts (Strecke außer Betrieb) |                      | nach Weingarten                              | nach Weingarten                              |
| Dienststation / Betriebs- oder Güterbahnhof (Strecke außer Betrieb) | 0,850                | Baienfurt Gbf                                | Baienfurt Gbf                                |
| Abzweig geradeaus und nach links (Strecke außer Betrieb) |                      | Anschluss Stora Enso ab seit 2003            | Anschluss Stora Enso ab seit 2003            |
| Grenze (Strecke außer Betrieb) | 1,010                | Infrastrukturgrenze DB Netz / Stora Enso     | Infrastrukturgrenze DB Netz / Stora Enso     |
| Strecke (außer Betrieb) |                      | Werksbahn Stora Enso                         | Werksbahn Stora Enso                         |

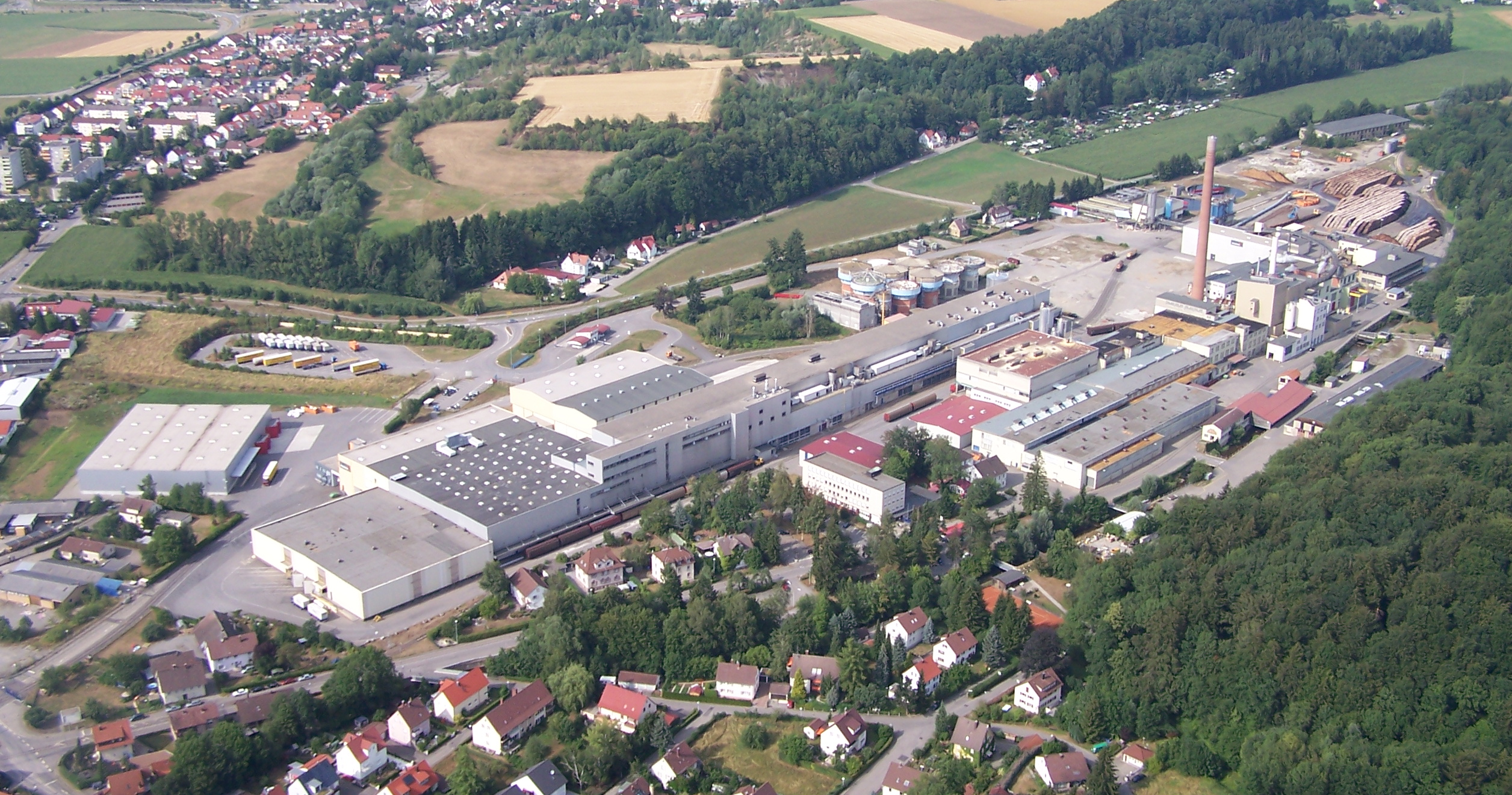
Die Papierfabrik mit ihren ausgedehnten Gleisanlagen

Die normalspurige Bahnstrecke Baienfurt West–Baienfurt Gbf war eine 0,85 Kilometer lange Nebenbahn in Baden-Württemberg. Die kurze Stichbahn wurde am 1. Oktober 1911 von der privaten Lokalbahn Aktien-Gesellschaft (LAG) eröffnet und wurde zum 9. Juli 2015 stillgelegt, zuvor war sie schon seit Ende 2012 ohne regulären Betrieb. Die Strecke ergänzte die gleichzeitig eröffnete Nachbarstrecke Niederbiegen–Weingarten, von der sie die nach 2,1 Kilometer an der Abzweigstelle Baienfurt West abzweigte. Nach der Liquidation der LAG 1938 wurde die Strecke zum 1. August 1938 verstaatlicht und bis 2008 zuletzt durch die Deutsche Bahn AG bedient. Planmäßigen Personenverkehr gab es auf der Strecke nie, sie diente ausschließlich dem Güterverkehr.

## Vorgeschichte
Als die Württembergische Südbahn 1849 von Ravensburg aus nach Norden verlängert wurde, wurde der Ort Baienfurt mit damals 800 Einwohnern bei der Trassierung der Südbahn ebenso wenig berücksichtigt wie das benachbarte Weingarten. In der zweiten Hälfte des 19. Jahrhunderts entwickelte sich auch Baienfurt – mit einer gewissen Verzögerung zu seinen südlichen Nachbarorten Weingarten und Ravensburg – zu einem wichtigen Industriestandort. Im Zentrum dieser Entwicklung stand die 1870 bis 1873 errichtete Baienfurter Papierfabrik, die seit 1998 zum Stora-Enso-Konzern gehörende Fabrik ist bis heute der größte Arbeitgeber am Ort geblieben. Baienfurt befand sich somit um die Jahrhundertwende in einer ähnlichen Situation wie Weingarten bis 1888: Der nächste Bahnhof an der Südbahn (Niederbiegen) lag zweieinhalb Kilometer von der Ortsmitte entfernt, zur Endstation der Dampfstraßenbahn in Weingarten waren es ebenfalls knapp zweieinhalb Kilometer. Damit entstand auch in Baienfurt der dringliche Wunsch nach einer Verbesserung der Verkehrssituation.

## Geschichte
Um die Lage zu verbessern, errichtete die LAG daher im Jahr 1911 die Strecke nach Baienfurt, sie wurde gemeinsam mit der Strecke Niederbiegen–Weingarten gebaut. Beide Strecken wurden am 1. Oktober 1911 eröffnet. Aus Richtung Niederbiegen kommend, zweigt der Baienfurter Ast an der Abzweigstelle Baienfurt West beim Kilometer 2,10 von der Stammstrecke ab, dort beginnt auch die Kilometrierung der hier behandelten Strecke. Vom Abzweig aus führt sie linkerhand weiter zum Baienfurter Güterbahnhof, wo die Strecke ihre Fortsetzung auf dem Werksgelände der Papierfabrik Stora Enso Baienfurt GmbH & Co. KG findet. Die bis 1968 eigenständige Papierfabrik Baienfurt kam damals zur Feldmühle AG. Diese wurde 1990 vom schwedischen Konzern Stora übernommen. Stora wiederum fusionierte 1998 mit dem finnischen Forstkonzern Enso zum finnisch-schwedischen Konzern Stora Enso, welchem die Fabrik heute gehört. Die Papierfabrik verfügt über eine eigene Werksbahn mit 4600 Meter Gleisanlagen, 2003 wurden diese nochmals um 950 Meter erweitert. Zeitweise existierte auch ein interner Werksverkehr, bei welchem Zellstoffrollen von der Zellstofffabrik zur Stoffaufbereitung transportiert wurden.
Ende 2008 legte der Konzern die Kartonmaschine am Standort Baienfurt still, es verblieb lediglich ein Schneidcenter mit 40 Mitarbeitern. Damit wurde der Baienfurter Bahnstrecke ihre betriebliche Grundlage entzogen. Planmäßig wurden fertige Papierrollen in Schiebewandwagen angeliefert, die dann in Formate geschnitten wieder abtransportiert wurden. Sporadisch wurden auch Hackschnitzel befördert, das heißt zerkleinerte Holzstücke für die stromerzeugende Raffinerie. Das Verkehrsaufkommen variierte dabei zwischen zwei und zehn Güterwagen je Werktag.
Aufgrund der nur sehr seltenen Streckennutzung und anstehender Investitionen schrieb DB Netz die Strecke einschließlich der Zulaufstrecke Niederbiegen–Weingarten von Dezember 2014 bis März 2015 zur Übernahme durch andere Eisenbahninfrastrukturunternehmen aus. Da sich innerhalb der Frist kein neues EIU fand, wurde die Strecke per Genehmigung des Eisenbahn-Bundesamts vom 2. Juli 2015 mit Wirkung zum 9. Juli 2015 stillgelegt. Im April 2021 wurden die Gleise zwischen Niederbiegen und Baienfurt abgebaut.
Den Personenverkehr von und nach Baienfurt übernahm hingegen die parallel zur hier behandelten Strecke errichtete und elektrisch betriebene Straßenbahn Ravensburg–Weingarten–Baienfurt. Diese meterspurige Strecke wurde bereits zwei Wochen vorher am 13. September 1911 eröffnet, ihre Endhaltestelle – Baienfurt Ort genannt – lag etwas südlich des Güterbahnhofs im Ortszentrum von Baienfurt.

## Stammlokomotive

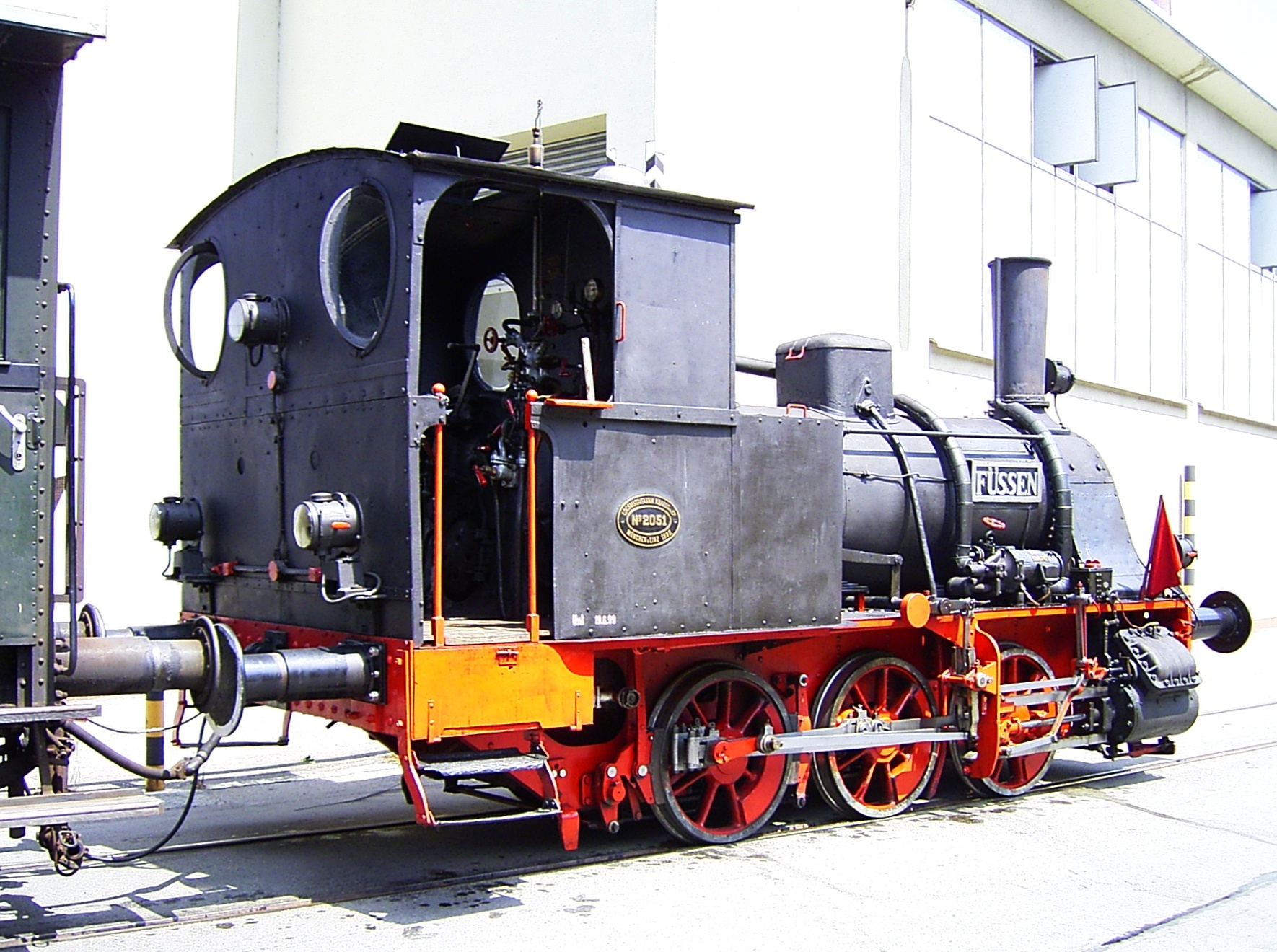
LAG 7 „FÜSSEN“ in der Baienfurter Papierfabrik

Zur langjährigen Stammlok der Baienfurter Strecke wurde die Dampflokomotive LAG 7 „FÜSSEN“. Der 1889 bei Krauss gebaute C-Kuppler wurde 1911 anlässlich der Eröffnung der Strecke von der ebenfalls zur LAG gehörenden Bahnstrecke Marktoberdorf–Füssen nach Oberschwaben umgesetzt. 1928 wurde sie schließlich an die Papierfabrik Baienfurt verkauft und ist bis heute erhalten geblieben.